# Coeloides subconcolor
Coeloides subconcolor är en stekelart som beskrevs av Russo 1938. Coeloides subconcolor ingår i släktet Coeloides, och familjen bracksteklar. Inga underarter finns listade.